# Trissomia

Esquema do genoma depois da mutação, neste caso uma trissomia do cromossoma 21.

A trissomia  consiste na presença de três cromossomos (e não dois, como seria normal) de um tipo específico num organismo. Portanto, a presença de três cromossomas 21 é designada de trissomia 21. A maioria das trissomias resultam num número variável de deficiências à nascença (geralmente presentes na maioria dos indivíduos com cromossomas extra). Muitas trissomias resultam em mortes precoces. Uma trissomia diz-se parcial quando parte de um cromossoma extra (e não todo) é acoplado a um dos outros cromossomas. Uma trissomia em mosaico é uma condição em que nem todas as células contêm a informação genética do cromossoma extra.
Embora a trissomia possa ocorrer com qualquer cromossoma, os tipos mais comuns (em humanos) são:
- Trissomia 21 (Síndrome de Down)
- Trissomia 18 (Síndrome de Edward)
- Trissomia 13 (Síndrome de Patau)
- Trissomia 8 (Síndrome de Warkany)

Trissomia relacionada com cromossomas sexuais:
- Trissomia X (Síndrome Triplo X)
- Síndrome de Klinefelter (XXY)
- XYY